# Michael Stewart (cestista)
Michael Curtis Stewart (Cucq, 25 aprile 1975) è un ex cestista statunitense, professionista nella NBA.